# Сакс, Яра
Яра Сакс (англ. Ya'ara Saks; род. 9 марта 1973, Торонто) — канадский политик, член Либеральной партии. Министр психического здоровья и наркологии, помощник министра здравоохранения (2023—2025).

## Биография
Имеет двойное гражданство Канады и Израиля. Окончила бакалавриат по политологии и изучению Ближнего Востока в Макгиллском университете и магистратуру по международным отношениям и дипломатии в Еврейском университете в Иерусалиме. Работала в мэрии Иерусалима в рамках израильско-палестинского мирного процесса, являлась директором благотворительного центра психического здоровья Trauma Practice for Health Communities в Торонто. В 2020 году избрана в Палату общин Канады на дополнительных выборах в округе Центральный Йорк после отказа Майкла Левитта от своего мандата, работала парламентским секретарём министра по делам семей.
26 июля 2023 года в ходе серии кадровых перемещений в правительстве Трюдо назначена министром психического здоровья и наркологии, помощником министра здравоохранения.
14 марта 2025 года при формировании правительства Карни не получила никакого назначения.